# Jean III MacDonald
 (février 2025).
Motif : Uniquement mentionné sur des sites généalogiques, sans fournir de sources. Les sources relatives au Lordship ne mentionne aucun fils. Serait-ce une complète invention généalogique ?
- Archive Wikiwix
- Bing
- Cairn
- DuckDuckGo
- E. Universalis
- Gallica
- Google
- G. Books
- G. News
- G. Scholar
- Persée
- Qwant
- (zh) Baidu
- (ru) Yandex
- (wd) trouver des œuvres sur Wikidata

| 1. | Préciser le motif de la pose du bandeau. | Précisez le motif de la pose du bandeau en utilisant la syntaxe suivante : {{admissibilité à vérifier\|date=mars 2025\|motif=remplacez ce texte par le motif}}                          |
| 2. | Informer les utilisateurs concernés.     | Pensez à avertir le créateur de l'article, par exemple, en insérant le code ci-dessous sur sa page de discussion : {{subst:avertissement admissibilité à vérifier\|Jean III MacDonald}} |

Jean III MacDonald ou Jean d'Islay (mort en Irlande en 1545) est le fils illégitime de Donald Dubh MacDonald, membre du clan Donald et dernier prétendant à la suzeraineté sur la seigneurie des Îles. Il meurt en Irlande en 1545 en même temps que son père[réf. nécessaire].